# Microrregión de Nossa Senhora das Dores
La microrregión del Agreste de Nossa Senhora das Dores es una de las  microrregiones del estado  brasilero de Sergipe perteneciente a la mesorregión del Agreste Sergipano. Está dividida en seis  municipios.

## Municipios
- Aquidabã
- Cumbe
- Malhada dos Bois
- Muribeca
- Nossa Senhora das Dores
- São Miguel do Aleixo

- Datos: Q2667178